# Caffrogobius natalensis
Caffrogobius natalensis is een straalvinnige vissensoort uit de familie van grondels (Gobiidae). De wetenschappelijke naam van de soort is voor het eerst geldig gepubliceerd in 1874 door Günther.